# Чемпіонат Львівської області з футболу 2022
Чемпіонат Львівської області з футболу 2022 року — футбольні змагання серед аматорських команд Львівщини, які проводилися Львівською Асоціацією Футболу у Прем'єр-лізі, Першій лізі, а також у Другій/Третій лігах. У зв’язку з повномасштабним вторгненням Росії в Україну, змагання проводились тільки дорослих складів.

## ПРЕМ'ЄР-ЛІГА
15-й Чемпіонат Львівщини серед команд Прем'єр-ліги мав розпочатись 3 квітня. Попередньо у «прем'єрці» мали змагатися 12 команд: «Юність» (Верхня/Нижня Білка), ФК «Миколаїв», «Фенікс» (Підмонастир), ФК «Куликів», ФК «Скала 1911» (Стрий), «Кар'єр-Дністер» (Торчиновичі/Старий Самбір), «Темп» (Відники/Зубра), ЛСК «Погонь» (Львів), МФК «Галичина» (Дрогобич), «Корміл» (Давидів), «Рух-2» (Львів) і ДЮШ ФК «Львів»/СКК «Демня». ФСК «Самбір» ще не визначився був щодо участі в змаганнях.
Але в зв'язку з повномасштабним вторгненням Росії, чемпіонат вдалося розпочати тільки 14 серпня, по скороченій програмі та тільки серед дорослих команд.
В турнірі взяли участь 16 колективів. 
- Вперше в Прем'єр-лізі Львівської області взяла участь команда з іншої області, - СК «Дніпро-1 Академія футболу», який базувався в Моршині.
- Серед команд, які виступали в попередньому чемпіонаті, відсутні «Кар'єр-Дністер» Торчиновичі/Старий Самбір та ЛСК «Погонь» Львів. ДЮШ ФК «Львів» об'єднався з першоліговим клубом СКК «Демня».

Чемпіонами Львівської області уп'яте поспіль стали футболісти «Юності» із Верхньої та Нижньої Білок. Таким чином «білки» не лише довели свою силу, а й встановили унікальне досягнення, побивши рекорди «Явора» (Яворів) та «Руху» (Винники), які по 4 рази ставали чемпіонами Львівщини. 
Підопічні Богдана Костика впевнено пройшли турнірну дистанцію, єдиними не зазнавши в цьогорічній обласній «прем'єрці» жодної поразки і лише раз втративши очки – в дуелі з відниківським «Темпом» (2:2). Визначальним на шляху до чергового «золота» в них стало протистояння зі своїм головним конкурентом – підмонастирським «Феніксом», де «білкам» важливо було перемагати. Й вони це зробили – заявдяки єдиному в матчі з підмонастирцями та чемпіонаті загалом голу Арсенія Процишина.
Склад команди-чемпіона: Борисенко В'ячеслав, Бунда Богдан, Стегніцький Назарій, Денега Артем, Пиріг Маркіян, Равлик Віталій, Дмитрух Віталій, Білий Іван, Білий Василь, Береза Олег, Грось Остап, Лебеденко Андрій, Процишин Арсеній, Тимець Назарій, Фляк Юрій, Теплий Віталій-Дмитро, Іванченко Богдан, Панасюк Олег, Гаврушко Іван, Гордійчук Павло, Войтович Юрій, Гудзінський Вадим, Іваночко Юрій, Войтович Володимир, Гладкий Володимир. Головний тренер: Костик Богдан.
Кращими в номінаціях сезону 2022 названо: 
- Кращий воротар — Андрій Жук («Темп» Відники/Зубра)
- Кращий захисник — Іван Білий («Юність» Верхня/Нижня Білка)
- Кращий півзахисник — Богдан Іванченко («Юність» Верхня/Нижня Білка)
- Кращий нападник/ бомбардир — Володимир Гладкий («Юність» Верхня/Нижня Білка)
- Кращий тренер — Василь Леськів («Темп» Відники/Зубра)
- Кращий гравець — Роман Лебедь («Темп» Відники/Зубра)

Чемпіонат Львівської області пройшов у два етапи. 
- На першому етапі всі команди поділені на чотири групи, визначали по дві команди від кожної з груп, які на фінальному етапі будуть змагатись за медалі.
- Решта команд, у матчах між собою, змагаються за місця із 9-го по 12-е та з 13-го по 16-е.

### Фінальний етап
Змагання за 1 - 8 місця.
На вирішальному етапі команди, які після першого етапу посіли в групах перші-другі сходинки, зіграють між собою в одне коло за місця з першого по восьме. При цьому переможці груп проведуть чотири домашні матчі і три на виїзді.
| М  | Команда/Місто               | 1   | 2   | 3   | 4   | 5   | 6   | 7   | 8   | І | В | Н | П | М'ячі | РМ  | О  |
| -- | --------------------------- | --- | --- | --- | --- | --- | --- | --- | --- | - | - | - | - | ----- | --- | -- |
|    | «Юність» Верхня/Нижня Білка |     |     |     | 3:0 | 2:1 | 4:3 | 3:0 |     | 7 | 6 | 1 | 0 | 20-7  | 13  | 19 |
|    | «Фенікс» Підмонастир        | 0:1 |     | 3:2 |     |     |     | 4:1 | 2:0 | 7 | 5 | 1 | 1 | 16-5  | 11  | 16 |
|    | «Темп» Відники/Зубра        | 2:2 |     |     |     | 4:4 |     |     | 3:1 | 7 | 3 | 3 | 1 | 19-13 | 6   | 12 |
| 4. | ФК «Миколаїв»               |     | 1:1 | 1:1 |     |     | 5:0 |     |     | 7 | 3 | 3 | 1 | 12-6  | 6   | 12 |
| 5. | СК «Нафтовик» Борислав      |     | 0:3 |     | 1:2 |     | 2:0 | 4:1 |     | 7 | 2 | 1 | 4 | 13-16 | -3  | 7  |
| 6. | «Рух-2» Львів               |     | 0:3 | 2:3 |     |     |     | 4:1 | 2:1 | 7 | 2 | 0 | 5 | 11-19 | -8  | 6  |
| 7. | ФК «Мостиська»              |     |     | 0:4 | 0:0 |     |     |     | 3:2 | 7 | 1 | 1 | 5 | 6-21  | -15 | 4  |
| 8. | «Карпати-2» Львів           | 1:5 |     |     | 0:3 | 4:1 |     |     |     | 7 | 1 | 0 | 6 | 9-19  | -10 | 3  |

Змагання за 9 - 12 місця.
Команди, які після першого етапу посіли в групах треті сходинки, змагаються між собою в одне коло за місця з девятого по дванадцяте;
| М   | Команда/Місто                          | 9   | 10  | 11  | 12  | І | В | Н | П | М'ячі | РМ | О |
| --- | -------------------------------------- | --- | --- | --- | --- | - | - | - | - | ----- | -- | - |
| 9.  | «Корміл» Давидів                       |     |     |     | 5:0 | 3 | 2 | 1 | 0 | 11-2  | 9  | 7 |
| 10. | ФК «Скала 1911» Стрий                  | 2:2 |     | 5:0 |     | 3 | 2 | 1 | 0 | 9-3   | 6  | 7 |
| 11. | ФК «Куликів»                           | 0:4 |     |     |     | 3 | 1 | 0 | 2 | 3-10  | -7 | 3 |
| 12. | ДЮШ ФК «Львів»/СКК «Демня» Львів/Демня |     | 1:2 | 1:3 |     | 3 | 0 | 0 | 3 | 2-10  | -8 | 0 |

Змагання за 13 - 16 місця.
Команди, які після першого етапу посіли в групах четверті сходинки, змагаються між собою в одне коло за місця з тринадцятого по шістнадцяте;
| М   | Команда/Місто                         | 13  | 14   | 15  | 16  | І | В | Н | П | М'ячі | РМ | О |
| --- | ------------------------------------- | --- | ---- | --- | --- | - | - | - | - | ----- | -- | - |
| 13. | МФК «Галичина» Дрогобич               |     |      |     | 3:2 | 3 | 3 | 0 | 0 | 8-5   | 3  | 9 |
| 14. | ФСК «Самбір»                          | 2:3 |      | 3:0 |     | 3 | 2 | 0 | 1 | 8-3   | 5  | 6 |
| 15. | «Лео Кераміка» Львів                  | 1:2 |      |     | 5:1 | 3 | 1 | 0 | 2 | 6-6   | 0  | 3 |
| 16. | СК «Дніпро-1 Академія футболу» Дніпро |     | 0:3* |     |     | 3 | 0 | 0 | 3 | 3-11  | -8 | 0 |

* — технічний результат (неявка).
Джерело:

### Груповий етап
Група 1
| М  | Команда/Місто                          | 1   | 2   | 3   | 4   | І | В | Н | П | М'ячі | РМ  | О  |
| -- | -------------------------------------- | --- | --- | --- | --- | - | - | - | - | ----- | --- | -- |
| 1. | «Юність» Верхня/Нижня Білка            |     | 1:0 | 3:1 | 6:0 | 6 | 6 | 0 | 0 | 18-2  | 16  | 18 |
| 2. | «Карпати-2» Львів                      | 1:2 |     | 6:2 | 5:1 | 6 | 3 | 0 | 3 | 13-9  | 4   | 9  |
| 3. | ДЮШ ФК «Львів»/СКК «Демня» Львів/Демня | 0:3 | 3:0 |     | 2:0 | 6 | 2 | 1 | 3 | 10-14 | -4  | 7  |
| 4. | «Лео Кераміка» Львів                   | 0:3 | 0:1 | 2:2 |     | 6 | 0 | 1 | 5 | 3-19  | -16 | 1  |

Група 2
| М  | Команда/Місто           | 1   | 2   | 3   | 4   | І | В | Н | П | М'ячі | РМ  | О  |
| -- | ----------------------- | --- | --- | --- | --- | - | - | - | - | ----- | --- | -- |
| 1. | СК «Нафтовик» Борислав  |     | 3:2 | 0:0 | 2:0 | 6 | 3 | 2 | 1 | 9-4   | 5   | 11 |
| 2. | ФК «Миколаїв»           | 1:0 |     | 2:2 | 6:1 | 6 | 3 | 1 | 2 | 13-8  | 5   | 10 |
| 3. | ФК «Скала 1911» Стрий   | 0:0 | 0:1 |     | 4:1 | 6 | 2 | 3 | 1 | 12-5  | 7   | 9  |
| 4. | МФК «Галичина» Дрогобич | 1:4 | 2:1 | 1:6 |     | 6 | 1 | 0 | 5 | 6-23  | -17 | 3  |

Група 3
| М  | Команда/Місто                         | 1    | 2   | 3   | 4   | І | В | Н | П | М'ячі | РМ  | О  |
| -- | ------------------------------------- | ---- | --- | --- | --- | - | - | - | - | ----- | --- | -- |
| 1. | «Фенікс» Підмонастир                  |      | 6:2 | 3:0 | 6:0 | 6 | 4 | 0 | 2 | 18-4  | 14  | 12 |
| 2. | «Темп» Відники/Зубра                  | 1:0  |     | 4:1 | 2:3 | 6 | 3 | 1 | 2 | 17-11 | 6   | 10 |
| 3. | «Корміл» Давидів                      | 1:0  | 1:1 |     | 3:0 | 6 | 3 | 1 | 2 | 12-8  | 4   | 10 |
| 4. | СК «Дніпро-1 Академія футболу» Дніпро | 0:3* | 0:7 | 0:6 |     | 6 | 1 | 0 | 5 | 3-27  | -24 | 3  |

* — технічний результат (неявка).
Група 4
| М  | Команда/Місто  | 1   | 2   | 3   | 4   | І | В | Н | П | М'ячі | РМ  | О  |
| -- | -------------- | --- | --- | --- | --- | - | - | - | - | ----- | --- | -- |
| 1. | «Рух-2» Львів  |     | 2:1 | 1:0 | 3:0 | 6 | 4 | 1 | 1 | 14-6  | 8   | 13 |
| 2. | ФК «Мостиська» | 2:0 |     | 2:1 | 4:0 | 6 | 4 | 0 | 2 | 16-6  | 10  | 12 |
| 3. | ФК «Куликів»   | 3:3 | 1:0 |     | 0:0 | 6 | 1 | 2 | 3 | 6-8   | -2  | 5  |
| 4. | ФСК «Самбір»   | 0:5 | 2:7 | 2:1 |     | 6 | 1 | 1 | 4 | 4-20  | -16 | 4  |

Джерело:

### Кращібомбардиричемпіонату
| М  | Гравець           | Клуб              | Матчі | М'ячі   |
| -- | ----------------- | ----------------- | ----- | ------- |
| 1. | Гладкий Володимир | Юність В./Н.Білка | 13    | 12      |
| 2. | Гнатів Роман      | Фенікс            | 12    | 10      |
| 3. | Шарабура Микита   | Корміл            | 9     | 9       |
| 4. | Лебедь Роман      | Темп              | 11    | 8 (3п.) |

## ПЕРША ЛІГА
В першості Львівщини серед команд Першої ліги взяли участь дванадцять команд.  *На першому етапі всі команди, поділено на три групи. 
- По дві кращі команди від кожної із груп виходять у фінальний етап, де зіграють між собою в одне коло за місця з першого по шосте. При цьому переможці груп проведуть 3 домашні матчі і 2 на виїзді. За підсумками 5-ти турів визначаться переможець та призери Першої ліги Львівщини.
- Команди, які після першого етапу посіли в групах треті-четверті сходинки, змагатимуться між собою в одне коло за місця з сьомого по дванадцяте.
- На фінальному етапі всі команди стартують з нулем у графі «очки».
- Серед команд, які в попередньому сезоні виступали в першій лізі відсутні:  ФСК «Яворів», «Гірник» Новояворівськ, «Новояричівська ТГ» Новий Яричів,  ФК «Дубляни», «Газовик-Хуртовина» Комарно, ФК «Вишня» Судова Вишня, а також «Сокіл» Золочів котрий припинив існування ще в минулому сезоні, не догравши до кінця змагань. «Жупан» Винники та ФК «Ходорів/Вовчатичі» (змінивши назву на «Троянда» Ходорів), опустились в другу обласну лігу, а «Карпати» Кам'янка-Бузька заявились в другу обласну лігу, але до змагань так і не приступили, і припинили існування.

### Фінальний етап
Змагання за 1 - 6 місця.
| М  | Команда/Місто                     | 1   | 2   | 3   | 4   | 5   | 6   | І | В | Н | П | М'ячі | РМ  | О  |
| -- | --------------------------------- | --- | --- | --- | --- | --- | --- | - | - | - | - | ----- | --- | -- |
|    | ФК «П'ятничани»                   |     | 3:2 |     |     | 4:1 | 3:0 | 5 | 5 | 0 | 0 | 17-6  | 11  | 15 |
|    | «Сокаль-Датський текстиль» Сокаль |     |     | 1:1 |     | 4:0 | 1:0 | 5 | 3 | 1 | 1 | 11-5  | 6   | 10 |
|    | «Легінь» Брюховичі                | 1:2 |     |     | 2:1 | 1:0 |     | 5 | 3 | 1 | 1 | 6-4   | 2   | 10 |
| 4. | «Богун» Броди                     | 2:5 | 1:3 |     |     |     |     | 5 | 2 | 0 | 3 | 11-12 | -1  | 6  |
| 5. | СОК «Пульс-Авангард» Жидачів      |     |     |     | 1:2 |     | 2:1 | 5 | 1 | 0 | 4 | 4-12  | -8  | 3  |
| 6. | «Колос» Городок                   |     |     | 0:1 | 1:5 |     |     | 5 | 0 | 0 | 5 | 2-12  | -10 | 0  |

Змагання за 7 - 12 місця.
| М   | Команда/Місто        | 7   | 8   | 9    | 10  | 11  | 12  | І | В | Н | П | М'ячі | РМ  | О  |
| --- | -------------------- | --- | --- | ---- | --- | --- | --- | - | - | - | - | ----- | --- | -- |
| 7.  | «Шахтар» Червоноград |     | 3:2 |      | 6:0 | 1:1 |     | 5 | 3 | 2 | 0 | 15-5  | 10  | 11 |
| 8.  | СКК «Пісочна»        |     |     |      |     | 6:5 | 6:3 | 5 | 3 | 1 | 1 | 22-18 | 4   | 10 |
| 9.  | ФК «Щирець»          | 2:2 | 3:3 |      |     |     |     | 5 | 2 | 2 | 1 | 14-12 | 2   | 8  |
| 10. | «Покрова U-19» Львів |     | 4:5 | 2:3  |     | 3:1 |     | 5 | 2 | 0 | 3 | 16-15 | 1   | 6  |
| 11. | «Тандем» Жовтанці    |     |     | 5:3  |     |     | 2:2 | 5 | 1 | 2 | 2 | 14-15 | -1  | 5  |
| 12. | «Сокіл» Сокільники   | 0:3 |     | 0:3* | 0:7 |     |     | 5 | 0 | 1 | 4 | 5-21  | -16 | 1  |

* — технічний результат (неявка).
Джерело:

### Груповий етап
Група 1
| М  | Команда/Місто                | 1   | 2   | 3   | 4   | І | В | Н | П | М'ячі | РМ  | О  |
| -- | ---------------------------- | --- | --- | --- | --- | - | - | - | - | ----- | --- | -- |
| 1. | ФК «П'ятничани»              |     | 2:1 | 5:0 | 2:2 | 6 | 4 | 2 | 0 | 16-6  | 10  | 14 |
| 2. | СОК «Пульс-Авангард» Жидачів | 0:0 |     | 0:0 | 2:1 | 6 | 3 | 2 | 1 | 10-4  | 6   | 11 |
| 3. | ФК «Щирець»                  | 1:3 | 1:2 |     | 2:2 | 6 | 1 | 2 | 3 | 6-12  | -6  | 5  |
| 4. | СКК «Пісочна»                | 2:4 | 0:5 | 0:2 |     | 6 | 0 | 2 | 4 | 7-17  | -10 | 2  |

Група 2
| М  | Команда/Місто        | 1   | 2   | 3   | 4   | І | В | Н | П | М'ячі | РМ  | О  |
| -- | -------------------- | --- | --- | --- | --- | - | - | - | - | ----- | --- | -- |
| 1. | «Легінь» Брюховичі   |     | 3:0 | 8:0 | 3:1 | 6 | 5 | 0 | 1 | 22-5  | 17  | 15 |
| 2. | «Колос» Городок      | 1:0 |     | 6:0 | 4:0 | 6 | 5 | 0 | 1 | 14-3  | 11  | 15 |
| 3. | «Покрова U-19» Львів | 3:4 | 0:2 |     | 5:2 | 6 | 1 | 0 | 5 | 9-25  | -16 | 3  |
| 4. | «Сокіл» Сокільники   | 0:4 | 0:1 | 3:1 |     | 6 | 1 | 0 | 5 | 6-18  | -12 | 3  |

Група 3
| М  | Команда/Місто                     | 1   | 2   | 3   | 4   | І | В | Н | П | М'ячі | РМ | О  |
| -- | --------------------------------- | --- | --- | --- | --- | - | - | - | - | ----- | -- | -- |
| 1. | «Сокаль-Датський текстиль» Сокаль |     | 1:1 | 2:2 | 2:1 | 6 | 4 | 2 | 0 | 10-5  | 5  | 14 |
| 2. | «Богун» Броди                     | 1:2 |     | 2:0 | 5:5 | 6 | 2 | 2 | 2 | 14-12 | 2  | 8  |
| 3. | «Шахтар» Червоноград              | 0:2 | 1:3 |     | 2:1 | 6 | 2 | 1 | 3 | 7-10  | -3 | 7  |
| 4. | «Тандем» Жовтанці                 | 0:1 | 3:2 | 0:2 |     | 6 | 1 | 1 | 4 | 10-14 | -4 | 4  |

Джерело:

### Кращібомбардирипершості Львівщини в Першій лізі
| М  | Гравець           | Клуб        | Матчі | М'ячі   |
| -- | ----------------- | ----------- | ----- | ------- |
| 1. | Береза Микола     | Шахтар Ч.   | 9     | 8       |
| 2. | Вербний Володимир | Легінь      | 11    | 8 (1п.) |
| 3. | Макара Олег       | Тандем Ж.   | 9     | 7       |
| 4. | Писько Ярослав    | СКК Пісочна | 10    | 7       |

## ДРУГА/ТРЕТЯ ЛІГА
В сезоні 2022 року, всі команди другої та третьої ліги виступають в одному турнірі. *На першому етапі тридцять дві команди розділені на вісім груп, у двохколовому турнірі визначають переможців груп, котрі у фінальному раунді будуть змагатися за медалі Другої ліги. 
- Команди які на першому етапі посіли другі місця, – за медалі Третьої ліги.
- Решта команд візьмуть участь у Кубку Золотої Осені (переможець «Жупан» Винники).

- Серед команд, які в минулому сезоні виступали в Другій лізі, відсутні; «Стандарт» Артасів, ФК «Янів» Івано-Франкове, «Енергетик» Добротвір, СФК «Трускавець», «Ураган» Раденичі, ФК «Рудки», КСК «Берездівці», ФК «Пустомити», «Тартак» Підбуж, а також «Lion» Львів, котрий припинив існування ще в минулому сезоні, не догравши до кінця чемпіонату.

- Серед команд, які в минулому сезоні виступали в Третій лізі, відсутні; «Промінь» Тетевчиці, «Ера» Соснівка, ФК «Давидів», «Сокіл» Дуліби,  «Сокіл»	Суховоля, «Камула» Романів,  «Захід» Солонка,  «Прикарпаття»  Нові Стрілища, а також «Західний Буг» Павлів, котрий припинив існування ще в минулому сезоні, не догравши до кінця чемпіонату.

### Перший етап
Група 1
Замість команди «Радехівщина ОТГ» Радехів, в змагання бере участь «Качурівка» Радехів.
| М  | Команда/Місто               | 1   | 2   | 3   | 4   | І | В | Н | П | М'ячі | РМ  | О  |
| -- | --------------------------- | --- | --- | --- | --- | - | - | - | - | ----- | --- | -- |
| 1. | ФК «Олесько»                |     | 5:2 | 2:1 | 6:1 | 6 | 4 | 1 | 1 | 21-9  | 12  | 13 |
| 2. | СК «Січ» Заболотцівська ОТГ | 2:2 |     | 1:1 | 4:0 | 6 | 3 | 2 | 1 | 15-9  | 6   | 11 |
| 3. | ФК «Лопатин»                | 3:2 | 0:4 |     | 4:1 | 6 | 3 | 1 | 2 | 14-10 | 4   | 10 |
| 4. | «Качурівка» Радехів         | 0:4 | 1:2 | 0:5 |     | 6 | 0 | 0 | 6 | 3-25  | -22 | 0  |

Група 2
Замість команди «Карпати-Кам'янка» Кам'янка-Бузька, яка знялася із змагань, в турнірі бере участь ФК «Львів U-17».
| М  | Команда/Місто         | 1   | 2   | 3   | 4   | І | В | Н | П | М'ячі | РМ | О  |
| -- | --------------------- | --- | --- | --- | --- | - | - | - | - | ----- | -- | -- |
| 1. | ФК «Ямпіль»           |     | 2:1 | 1:1 | 3:1 | 6 | 3 | 3 | 0 | 14-10 | 4  | 12 |
| 2. | ФК «Львів U-17» Львів | 1:1 |     | 3:2 | 3:1 | 6 | 2 | 2 | 2 | 10-12 | -2 | 8  |
| 3. | СФК «Муроване»        | 3:4 | 1:1 |     | 6:2 | 6 | 2 | 2 | 2 | 15-12 | 3  | 8  |
| 4. | «Сокіл» Борщовичі     | 3:3 | 5:1 | 1:2 |     | 6 | 1 | 1 | 4 | 13-18 | -5 | 4  |

Група 3
| М  | Команда/Місто              | 1   | 2   | 3    | 4    | І | В | Н | П | М'ячі | РМ  | О  |
| -- | -------------------------- | --- | --- | ---- | ---- | - | - | - | - | ----- | --- | -- |
| 1. | «Стріла» Сулимів           |     | 2:1 | 3:0* | 14:0 | 6 | 6 | 0 | 0 | 25-2  | 23  | 18 |
| 2. | ФК «Жовква»                | 0:1 |     | 3:2  | 8:2  | 6 | 3 | 1 | 2 | 21-10 | 11  | 10 |
| 3. | «Галичина» Великий Дорошів | 0:3 | 1:1 |      | 3:3  | 6 | 1 | 2 | 3 | 14-16 | -2  | 5  |
| 4. | «Покрова U-17» Львів       | 1:2 | 2:8 | 3:8  |      | 6 | 0 | 1 | 5 | 11-43 | -32 | 1  |

* — технічний результат (неявка).
Група 4
| М  | Команда/Місто        | 1   | 2   | 3    | 4    | І | В | Н | П | М'ячі | РМ  | О  |
| -- | -------------------- | --- | --- | ---- | ---- | - | - | - | - | ----- | --- | -- |
| 1. | СК «Воля» Братковичі |     | 1:1 | 2:1  | 3:0* | 6 | 3 | 3 | 0 | 11-6  | 5   | 12 |
| 2. | СК «Турбо» Березів   | 2:2 |     | 2:2  | 11:1 | 6 | 2 | 3 | 1 | 20-10 | 10  | 9  |
| 3. | «Стрілець» Стрілки   | 2:2 | 1:2 |      | 5:0  | 6 | 2 | 2 | 2 | 14-8  | 6   | 8  |
| 4. | «Арсенал» Бучали     | 0:1 | 3:2 | 0:3* |      | 6 | 1 | 0 | 5 | 4-25  | -21 | 3  |

* — технічний результат (неявка).
Група 5
| М  | Команда/Місто                 | 1   | 2   | 3   | 4   | І | В | Н | П | М'ячі | РМ | О  |
| -- | ----------------------------- | --- | --- | --- | --- | - | - | - | - | ----- | -- | -- |
| 1. | «Босота» Чорнушовичі          |     | 2:0 | 3:0 | 2:0 | 6 | 5 | 0 | 1 | 12-4  | 8  | 15 |
| 2. | «Берізка» Підберізці          | 3:2 |     | 2:2 | 2:1 | 6 | 3 | 1 | 2 | 12-11 | 1  | 10 |
| 3. | «Жупан» Винники               | 0:1 | 3:2 |     | 2:4 | 6 | 1 | 2 | 3 | 8-13  | -5 | 5  |
| 4. | «Юність-2» Верхня/Нижня Білка | 1:2 | 1:3 | 1:1 |     | 6 | 1 | 1 | 4 | 8-12  | -4 | 4  |

Група 6
| М  | Команда/Місто            | 1   | 2   | 3   | 4   | І | В | Н | П | М'ячі | РМ  | О  |
| -- | ------------------------ | --- | --- | --- | --- | - | - | - | - | ----- | --- | -- |
| 1. | «Сокіл» Великі Глібовичі |     | 3:2 | 3:2 | 2:0 | 6 | 4 | 1 | 1 | 18-10 | 8   | 13 |
| 2. | «Захід» Бібрка           | 3:1 |     | 1:0 | 3:0 | 6 | 4 | 0 | 2 | 13-10 | 3   | 12 |
| 3. | «Скала» Вільховець       | 3:3 | 4:0 |     | 6:1 | 6 | 3 | 1 | 2 | 23-8  | 15  | 10 |
| 4. | «Рух-Збірна» Репехів     | 0:6 | 2:4 | 0:8 |     | 6 | 0 | 0 | 6 | 3-29  | -26 | 0  |

Група 7
Замість об’єднаної команди ФК «Ходорів/Вовчатичі» в першості області грає «Троянда» Ходорів.
| М  | Команда/Місто              | 1   | 2   | 3    | 4   | І | В | Н | П | М'ячі | РМ  | О  |
| -- | -------------------------- | --- | --- | ---- | --- | - | - | - | - | ----- | --- | -- |
| 1. | ФК «Новий Розділ»          |     | 2:1 | 2:1  | 9:0 | 6 | 5 | 1 | 0 | 20-5  | 15  | 16 |
| 2. | «Кохавинка» Гніздичів      | 1:1 |     | 3:2  | 3:0 | 6 | 3 | 1 | 2 | 13-9  | 4   | 10 |
| 3. | «Троянда» Ходорів          | 2:3 | 3:1 |      | 1:0 | 6 | 3 | 0 | 3 | 19-13 | 6   | 9  |
| 4. | СКК «Острів» Чорний Острів | 0:3 | 1:4 | 4:10 |     | 6 | 0 | 0 | 6 | 5-30  | -25 | 0  |

Група 8
| М  | Команда/Місто              | 1   | 2   | 3   | 4   | І | В | Н | П | М'ячі | РМ  | О  |
| -- | -------------------------- | --- | --- | --- | --- | - | - | - | - | ----- | --- | -- |
| 1. | «Темп» Гірське             |     | 8:3 | 5:2 | 3:0 | 6 | 6 | 0 | 0 | 24-5  | 19  | 18 |
| 2. | «Стріла» Підгородище       | 0:3 |     | 4:2 | 2:1 | 6 | 3 | 1 | 2 | 16-18 | -2  | 10 |
| 3. | «Богун» Підзвіринець       | 0:2 | 4:4 |     | 3:1 | 6 | 1 | 2 | 3 | 14-19 | -5  | 5  |
| 4. | ДЮФК «Галичина U-19» Львів | 0:3 | 0:3 | 3:3 |     | 6 | 0 | 1 | 5 | 5-17  | -12 | 1  |

Джерело:

### Друга ліга
Переможці груп першого етапу, у фінальному етапі розділені на дві групи. 
- Змагання проходить в одне коло, по дві кращі команди від групи виходять в плей-оф, де на нейтральних полях визначатимуть володарів медалей Другої ліги.
- Команди, які посядуть у фінальних групах 3-4 місця, за системою плей-оф поборються за Кубок Другої ліги (переможець "Сокіл" Великі Глібовичі).

| Фінальні матчі за золоті медалі:      |
| ------------------------------------- |
| «Темп» Гірське − «Босота» Чорнушовичі |
| 0:0 п.п. 6:5                          |

| Фінальні матчі за бронзові медалі:      |
| --------------------------------------- |
| СК «Воля» Братковичі − «Стріла» Сулимів |
| 1:0                                     |

| Матчі плей-оф фінального етапу:                            |
| ---------------------------------------------------------- |
| ↑«Темп» Гірське− «Стріла» Сулимів — 4:0                    |
| ↑«Босота» Чорнушовичі − СК «Воля» Братковичі —0:0 п.п. 4:2 |

Група 1
| М  | Команда/Місто        | 1   | 2   | 3   | 4   | І | В | Н | П | М'ячі | РМ | О |
| -- | -------------------- | --- | --- | --- | --- | - | - | - | - | ----- | -- | - |
| 1. | «Стріла» Сулимів     |     |     | 2:2 |     | 3 | 2 | 1 | 0 | 7-3   | 4  | 7 |
| 2. | «Босота» Чорнушовичі | 1:4 |     |     |     | 3 | 2 | 0 | 1 | 7-5   | 2  | 6 |
| 3. | ФК «Олесько»         |     | 0:3 |     | 4:1 | 3 | 1 | 1 | 1 | 6-6   | 0  | 4 |
| 4. | ФК «Ямпіль»          | 0:1 | 1:3 |     |     | 3 | 0 | 0 | 3 | 2-8   | -6 | 0 |

Група 2
| М  | Команда/Місто            | 1   | 2   | 3   | 4   | І | В | Н | П | М'ячі | РМ | О |
| -- | ------------------------ | --- | --- | --- | --- | - | - | - | - | ----- | -- | - |
| 1. | СК «Воля» Братковичі     |     |     | 4:0 | 1:0 | 3 | 2 | 1 | 0 | 6-1   | 5  | 7 |
| 2. | «Темп» Гірське           | 1:1 |     |     |     | 3 | 1 | 2 | 0 | 4-2   | 2  | 5 |
| 3. | «Сокіл» Великі Глібовичі |     | 1:3 |     |     | 3 | 1 | 0 | 2 | 3-7   | -4 | 3 |
| 4. | ФК «Новий Розділ»        |     | 0:0 | 0:2 |     | 3 | 0 | 1 | 2 | 0-3   | -3 | 1 |

Джерело:

### Третя ліга
Команди, які на першому етапі заняли другі місця, у фінальному етапі розділені на дві групи, в одне коло визначать по дві команди від групи, які виходять в плей-оф, де визначають переможців Третьої ліги. Команди, які посядуть у фінальних групах 3-4 місця, за системою плей-оф поборються за Кубок Третьої ліги (переможець «Захід» Бібрка).
| Фінальні матчі за золоті медалі: |
| -------------------------------- |
| ФК «Жовква» − СК «Турбо» Березів |
| 4:2                              |

| Фінальні матчі за бронзові медалі:           |
| -------------------------------------------- |
| «Берізка» Підберізці − «Кохавинка» Гніздичів |
| 2:0                                          |

| Матчі плей-оф фінального етапу:                  |
| ------------------------------------------------ |
| ↑ ФК «Жовква» − «Кохавинка» Гніздичів — 8:0      |
| ↑ СК «Турбо» Березів − «Берізка» Підберізці —3:1 |

Група 1
| М  | Команда/Місто               | 1   | 2   | 3   | 4   | І | В | Н | П | М'ячі | РМ | О |
| -- | --------------------------- | --- | --- | --- | --- | - | - | - | - | ----- | -- | - |
| 1. | ФК «Жовква»                 |     | 0:2 |     |     | 3 | 2 | 0 | 1 | 6-3   | 3  | 6 |
| 2. | «Берізка» Підберізці        |     |     | 3:3 |     | 3 | 1 | 1 | 1 | 5-4   | 1  | 4 |
| 3. | ФК «Львів U-17» Львів       | 0:4 |     |     | 4:0 | 3 | 1 | 1 | 1 | 7-7   | 0  | 4 |
| 4. | СК «Січ» Заболотцівська ОТГ | 1:2 | 1:0 |     |     | 3 | 1 | 0 | 2 | 2-6   | -4 | 3 |

Група 2
| М  | Команда/Місто         | 1   | 2   | 3   | 4    | І | В | Н | П | М'ячі | РМ | О |
| -- | --------------------- | --- | --- | --- | ---- | - | - | - | - | ----- | -- | - |
| 1. | СК «Турбо» Березів    |     |     | 1:1 | 3:0* | 3 | 2 | 1 | 0 | 5-1   | 4  | 7 |
| 2. | «Кохавинка» Гніздичів | 0:1 |     |     | 2:1  | 3 | 2 | 0 | 1 | 4-3   | 1  | 6 |
| 3. | «Захід» Бібрка        |     | 1:2 |     |      | 3 | 1 | 1 | 1 | 5-5   | 0  | 4 |
| 4. | «Стріла» Підгородище  |     |     | 2:3 |      | 3 | 0 | 0 | 3 | 3-8   | -5 | 0 |

* — технічний результат (неявка).
Джерело:

## Легенда
—— діючий чемпіон(переможець попереднього розіграшу).
 —— команда, яка в попередньому чемпіонаті виступала на порядок вищій за рангом лізі і опустилась в нижчу лігу.
 —— команда, яка в попередньому чемпіонаті виступала на порядок нижчій за рангом лізі і піднялась у вищу за рангом лігу.
 —— команда, яка в попередньому чемпіонаті виступала або на кілька порядків нижчій за рангом лізі, або взагалі ніде не виступала і допущена до змагань не за спортивним принципом, а з якихось інших міркувань.